# Ixmatlaco
Ixmatlaco är en ort i Mexiko.   Den ligger i kommunen Tlatlauquitepec och delstaten Puebla, i den sydöstra delen av landet, 170 km öster om huvudstaden Mexico City. Ixmatlaco ligger 2 668 meter över havet och antalet invånare är 508.
Terrängen runt Ixmatlaco är huvudsakligen kuperad, men åt sydväst är den platt. Runt Ixmatlaco är det ganska tätbefolkat, med 93 invånare per kvadratkilometer. Närmaste större samhälle är San Miguel Tenextatiloyan, 5,1 km väster om Ixmatlaco. I omgivningarna runt Ixmatlaco växer huvudsakligen savannskog.